# Joeri de Kamps
Joeri de Kamps [juri de kamps] (* 10. února 1992, Amsterdam) je nizozemský fotbalový záložník a bývalý mládežnický reprezentant, od srpna 2022 hráč polského týmu Lechia Gdańsk. Mimo Nizozemsko působil na klubové úrovni na Slovensku. Nastupuje na pozici defenzivního záložníka. Hrál za nizozemské mládežnické reprezentační výběry, mj. U21.

## Klubová kariéra
Svoji fotbalovou kariéru začal ve čtyřech letech v celku JOS watergraafsmeer, odkud v mládeži zamířil nejprve týmu SV Diemen a následně do slavného mužstva AFC Ajax. V létě 2011 se propracoval do seniorské kategorie, kde nastupoval za rezervu. "Áčko" Ajaxu na jaře 2012 získalo mistrovský titul a i když de Kamps za něj v této sezóně neodehrál žádný ligový zápas, přísluší medaile za tento úspěch i jemu, protože byl tehdy součástí tohoto celku. V září 2013 odešel na hostování do celku SC Heerenveen. Po návratu do Ajaxu zamířil na přestup do NACu Breda, kde podepsal kontrakt na tři roky. Na jaře 2015 s Bredou sestoupil do druhé ligy.

### ŠK Slovan Bratislava
V lednu 2016 přestoupil na Slovensko do Slovanu Bratislava, kde se domluvil na smlouvě do léta 2019.

#### Sezóna 2015/16
Ligovou premiéru v dresu Slovanu si odbyl 27. února 2016 ve 20. kole proti mužstvu AS Trenčín (výhra 2:0), nastoupil na 63 minut. Se Slovanem na jaře 2016 došel až do finále slovenského poháru, kde tým podlehl v utkání hraném v Trnavě týmu AS Trenčín 1:3.

#### Sezóna 2016/17
S mužstvem se představil v prvním předkole Evropské ligy UEFA 2016/17 proti albánskému klubu KF Partizani. Úvodní zápas skončil bezbrankovou remízou, ale odveta v Senici se neuskutečnila. Partizani bylo přesunuto do druhého předkola Ligy mistrů UEFA 2016/17 na místo tehdejšího albánského mistra KF Skënderbeu Korçë vyloučeného kvůli podezření z ovlivňování zápasů a Slovan postoupil automaticky do dalšího předkola. Ve druhém předkole Slovan remizoval 0:0 a prohrál 0:3 s týmem FK Jelgava z Lotyšska a vypadl.
Svůj první ligový gól za Slovan vsítil v pátém kole na půdě klubu MFK Ružomberok, trefil se v 90. minutě a snižoval na konečných 2:3. Podruhé se střelecky prosadil 17. 9. 2016 v 65. minutě, Slovan vedení 1:0 nad Tatranem Prešov neudržel a utkání skončilo remízou 1:1. Další branku dal v následujícím 10. kole hraném 24. září 2016 proti mužstvu AS Trenčín (prohra 1:2). V rozmezí 22.-25. kola kvůli zranění nehrál. Počtvrté v ročníku se gólově prosadil ve 29. kole na hřišti Spartaku Trnava, když se trefil 20 minut před koncem utkání po přihrávce Samuela Šefčíka a podílel se na konečné výhře 3:0. V sezoně 2016/17 získal se Slovanem domácí pohár, když společně se svými spoluhráči porazil ve finále hraném 1. května 2017 na stadionu NTC Poprad tehdy druholigový tým MFK Skalica v poměru 3:0.

#### Sezóna 2017/18
23. června 2017 odehrál za mužstvo jako střídající hráč posledních 37 minut (na hřiště přišel namísto zraněného Seydouby Soumaha) v utkání Česko-slovenského Superpoháru hraného v Uherském Hradišti proti českému celku FC Fastav Zlín, kterému Slovan Bratislava podlehl v penaltovém rozstřelu. V odvetě prvního předkola Evropské ligy UEFA 2017/18 se střelecky prosadil proti arménskému klubu FC Pjunik Jerevan (výhra 5:0), Slovan postoupil i díky výhře 4:1 z úvodního střetnutí do druhého předkola, v němž po prohrách 0:1 a 1:2 s týmem Lyngby BK z Dánska vypadl. 1. května 2018 nastoupil za Slovan ve finále slovenského poháru hraného v Trnavě proti celku MFK Ružomberok, "belasí" porazili svého soupeře v poměru 3:1 a obhájili tak zisk této trofeje z předešlé sezony 2016/17.

#### Sezóna 2018/19
Se Slovanem se představil v prvním předkole Evropské ligy UEFA 2018/19 v souboji s moldavským mužstvem FC Milsami Orhei (výhry 4:2 a 5:0). V dalších dvou předkolech nehrál, jeho spoluhráči postoupili přes klub Balzan FC z Malty (prohra 1:2 a výhra 3:1) a následně vypadli po výhře 2:1 a prohře 0:4 s rakouským celkem Rapid Vídeň. V březnu 2019 uzavřel s "belasými" nový kontrakt platný na dva a půl roku. Se Slovanem získal 14. 4. 2019 po výhře 3:0 nad týmem MŠK Žilina šest kol před koncem sezony mistrovský titul.

#### Sezóna 2019/20
S "belasými" se představil v prvním předkole Ligy mistrů UEFA 2019/2020 proti černohorskému celku FK Sutjeska Nikšić a po vypadnutím s tímto soupeřem bylo jeho mužstvo přesunuto do předkol Evropské ligy UEFA 2019/2020, kde se Slovanem postoupil přes kosovský klub KF Feronikeli (výhry doma 2:1 a venku 2:0), tým Dundalk FC z Irska (výhry doma 1:0 a venku 3:1) a řecké mužstvo PAOK Soluň (výhra doma 1:0 a prohra venku 2:3) do skupinové fáze. Se Slovanem Bratislava byl zařazen do základní skupiny K, kde v konfrontaci s kluby Beşiktaş JK (Turecko), SC Braga (Portugalsko) a Wolverhampton Wanderers FC (Anglie) skončil s "belasými" na třetím místě tabulky a do jarního play-off s nimi nepostoupil. Se Slovanem obhájil titul z předešlé sezony 2018/19. S "belasými" ve stejném ročníku triumfoval i ve slovenském poháru a získal tak s týmem „double“.

#### Sezóna 2020/21
Za Slovan odehrál zápas druhého předkola Evropské ligy UEFA 2020/2021 proti finskému mužstvu Kuopion Palloseura, se kterým po prohře 1:2 po penaltovém rozstřelu společně se svými spoluhráči ze soutěže vypadl. 31. 8. 2020 nastoupil za Slovan Bratislava proti klubu AS Trenčín (výhra 2:1) k jubilejnímu stému utkání v nejvyšší slovenské lize. V zimním přestupovém období ročníku 2020/21 podepsal s týmem stejně jako jeho tehdejší spoluhráči Dávid Holman, Ibrahim Rabiu a Vladimír Weiss mladší novou smlouvu platnou na 2,5 roku. Na jaře 2021 vybojoval se Slovanem již třetí ligový primát v řadě. Zároveň s mužstvem získal podruhé za sebou po výhře 2:1 po prodloužení nad celkem MŠK Žilina domácí pohár a klubu pomohl poprvé v jeho historii k obhájení doublu.

#### Sezóna 2021/22
Se Slovanem postoupil přes Shamrock Rovers z Irska (výhra 2:0 doma a prohra 1:2 venku) do druhého předkola Ligy mistrů UEFA 2021/22 a v něm vypadli se spoluhráči se švýcarským týmem BSC Young Boys z Bernu po domácí remíze 0:0 a venkovní prohře 2:3. Následně byl se slovenským mužstvem přesunut do předkol Evropské ligy UEFA 2021/22, kde s ním nejprve vyřadil ve třetím předkole Lincoln Red Imps FC z Gibraltaru (výhra 3:1 venku a remíza 1:1 doma), avšak ve čtvrtém předkole - play-off s ním nepřešel přes řecký klub Olympiakos Pireus (prohra 0:3 venku a remíza 2:2 doma) do skupinové fáze této soutěže. Se spoluhráči však byli zařazení do základní skupiny F Evropské konferenční ligy UEFA 2021/22, kde v konfrontaci se soupeři: FC Kodaň (Dánsko) - (prohry doma 1:3 a venku 0:2), PAOK Soluň (Řecko) - (remízy venku 1:1 a doma 0:0) a stejně jako v kvalifikaci s Lincolnem Red Imps - (výhry doma 2:0 a venku 4:1) skončili na třetím místě tabulky, což na postup do jarní vyřazovací fáze nestačilo. De Kamps v této sezóně pohárové Evropy odehrál devět utkání. V ročníku 2021/22 pomohl svému mateřskému zaměstnavateli částečně již ke čtvrtému titulu v řadě, což Slovan dokázal jako první v historii slovenského fotbalu.

### Sparta Rotterdam (hostování)
V zimním přestupovém období sezony 2021/22 odešel kvůli většímu hernímu vytížení ze Slovanu Bratislava na šestiměsíční hostování s opcí na přestup do vlasti, konkrétně do Sparty Rotterdam. Ligový debut v dresu Sparty si připsal ve 20. kole hraném 23. 1. 2022 v souboji s týmem FC Utrecht (prohra 0:3), odehrál 80 minut. Svůj první a zároveň i poslední gól v lize během tohoto působení zaznamenal 9. dubna 2022 proti mužstvu AFC Ajax (prohra 1:2), když ve 33. minutě otevřel střelecký účet zápasu. Se Spartou Rotterdam bojoval o záchranu v první lize, která se zdařila. V létě 2022 se na start letní přípravy vrátil do Slovanu Bratislava.

### Lechia Gdańsk
V srpnu 2022 přestoupil za nespecifikovanou částku ze Slovanu do Polska, kde se upsal Lechii Gdańsk. S vedením uzavřel dvouletý kontrakt s následnou opcí.

## Klubové statistiky
Aktuální k 9. červnu 2023
| Sezona    | Klub                     | Soutěž          | Zápasy | Góly |
| --------- | ------------------------ | --------------- | ------ | ---- |
| 2011/2012 | AFC Ajax                 | Eredivisie      | 0      | 0    |
| 2012/2013 | AFC Ajax                 | Eredivisie      | 0      | 0    |
| 2013/2014 | AFC Ajax                 | Eredivisie      | 0      | 0    |
| 2013/2014 | SC Heerenveen (host.)    | Eredivisie      | 12     | 0    |
| 2014/2015 | NAC Breda                | Eredivisie      | 29     | 0    |
| 2015/2016 | NAC Breda                | Eerste Divisie  | 6      | 0    |
| 2015/2016 | ŠK Slovan Bratislava     | Fortuna liga    | 13     | 0    |
| 2016/2017 | ŠK Slovan Bratislava     | Fortuna liga    | 22     | 4    |
| 2017/2018 | ŠK Slovan Bratislava     | Fortuna liga    | 19     | 0    |
| 2018/2019 | ŠK Slovan Bratislava     | Fortuna liga    | 23     | 0    |
| 2019/2020 | ŠK Slovan Bratislava     | Fortuna liga    | 19     | 0    |
| 2020/2021 | ŠK Slovan Bratislava     | Fortuna liga    | 28     | 0    |
| 2021/2022 | ŠK Slovan Bratislava     | Fortuna liga    | 6      | 0    |
| 2021/2022 | Sparta Rotterdam (host.) | Eredivisie      | 14     | 1    |
| 2022/2023 | ŠK Slovan Bratislava     | Fortuna liga    | 0      | 0    |
| 2022/2023 | Lechia Gdańsk            | PKO Ekstraklasa | 10     | 0    |